# Computer & Electronic System ATHENA
Computer & Electronic System ATHENA (ATHENA) је преносни рачунар фирме Computer & Electronic System који је почео да се производи у САД током 1983. године.
Користио је NSC 800 микропроцесорску јединицу а RAM меморија рачунара је имала капацитет од 64 KB (до 1 MB).

## Детаљни подаци
Детаљнији подаци о рачунару ATHENA су дати у табели испод.
|                       |                                                   |
| [ 1 ]                 |                                                   |
| Произвођач            |                                                   |
| Тип                   | преносни рачунар                                  |
| Меморија              | 64 (до 1 MB)                                      |
| Поријекло             | Сједињене Америчке Државе                         |
| Година                | 1983                                              |
| Тастатура             | тастатура са пуним помаком тастера                |
| Процесор              |                                                   |
| Фреквенција процесора | 2                                                 |
| RAM                   | 64 (до 1 MB)                                      |
| ROM                   | 12                                                |
| Текст                 | 80 x 4                                            |
| Графика               | непознато                                         |
| Боја                  | монохроматски уграђени екран са текућим кристалом |
| Звук                  | непознато                                         |
| Димензије             | непознато                                         |
| Портови               |                                                   |
| Оперативни систем     | непознато                                         |